# Aaptosyax grypus
Aaptosyax grypus – endemiczny gatunek ryby z rodziny karpiowatych (Cyprinidae), jedyny przedstawiciel rodzaju Aaptosyax.

## Występowanie
Występuje na Półwyspie Indochińskim. Zamieszkuje rzekę Mekong w Kambodży, Laosie, Tajlandii. Najczęściej spotykany w środkowej części przy ujściu rzeki Mud do Mekongu. 

## Cechy morfologiczne
Duża drapieżna ryba dorastająca do 130 cm długości i masy ciała ok. 30 kg. 

## Opis
Gatunek jest zagrożony wyginięciem ze względu na degradację środowiska, w którym występuje oraz budowy tam na rzekach, co powoduje zawężenie się obszaru jego występowania i żerowania.